# Бутан на Летњим олимпијским играма 1988.
Бутану је ово било друго учешће на Летњим олимпијским играма. На Олимпијским играма 1988. у Сеул Бутан су престављала тројица спортиста који су се такмичили у две дисциплине стреличарства у мушкој конкуренцији појединачно и екипно. 
Спортисти Бутана на овим играма нису освојили ниједну медаљу, па је Бутан остао у групи земаља које нису освајале олимпијске медаље на свим олимпијским играма на којима су учествовали до сада.
Националну заставу на свечаном отварању Игара је носио стреличар Пема Церинг. 

## Резултати

#### Мушкарци
| Стреличар                            | Дисциплина  | Пласман  | Пласман | Коло 24 так.      | Коло 24 так.      | Коло 16 так       | Коло 16 так       | Коло 12 так.      | Коло 12 так.      | Финале            | Финале            | Место   |
| Стреличар                            | Дисциплина  | Резултат | Пласман | Рез.              | Плас.             | Рез.              | Плас.             | Рез.              | Плас.             | Рез.              | Плас.             | Место   |
| ------------------------------------ | ----------- | -------- | ------- | ----------------- | ----------------- | ----------------- | ----------------- | ----------------- | ----------------- | ----------------- | ----------------- | ------- |
| Тинли Дорџи                          | Појединачно | 1.144    | 73      | Није се пласирао  | Није се пласирао  | Није се пласирао  | Није се пласирао  | Није се пласирао  | Није се пласирао  | Није се пласирао  | Није се пласирао  | 73 / 84 |
| Пема Церинг                          | Појединачно | 1.124    | 76      | Није се пласирао  | Није се пласирао  | Није се пласирао  | Није се пласирао  | Није се пласирао  | Није се пласирао  | Није се пласирао  | Није се пласирао  | 76 / 84 |
| Џигме Церинг                         | Појединачно | 1.070    | 80      | Није се пласирао  | Није се пласирао  | Није се пласирао  | Није се пласирао  | Није се пласирао  | Није се пласирао  | Није се пласирао  | Није се пласирао  | 80 / 84 |
| Тинли Дорџи Џигме Церинг Пема Церинг | Екипно      | 3.338    | 22      | Нису се пласирали | Нису се пласирали | Нису се пласирали | Нису се пласирали | Нису се пласирали | Нису се пласирали | Нису се пласирали | Нису се пласирали | 22 / 22 |